# Gyllene Cirkeln (jazzklubb)

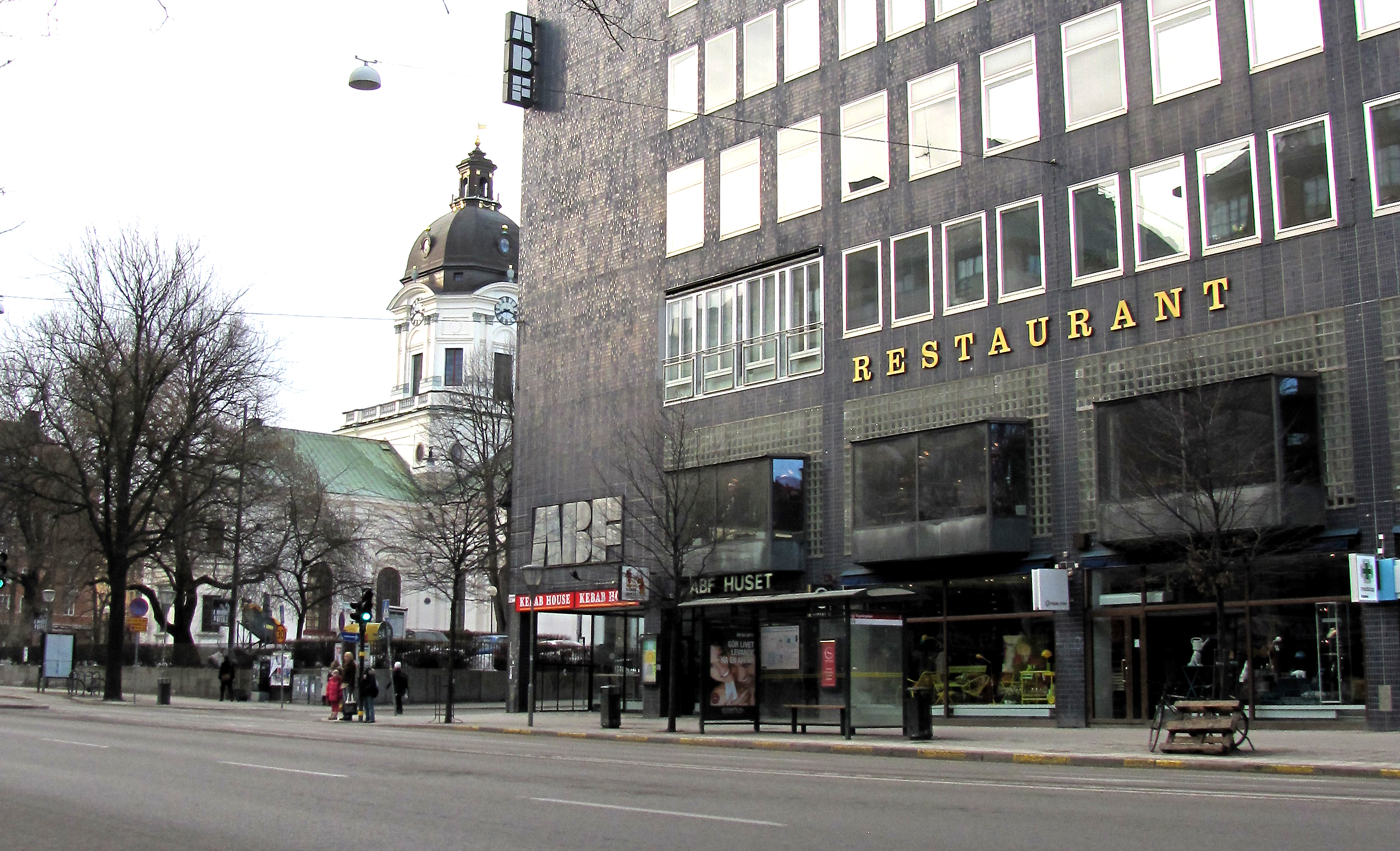
Entrén till ABF-huset på Sveavägen 41.

Gyllene Cirkeln var en restaurang ägd av KF belägen i ABF-huset på Sveavägen 41 i Stockholm. 
Restaurangen har blivit känd för den jazzklubb som drevs där under åren 1962–1969. Idag (2009) finns en festvåning och konferenslokal (Cirkeln) kvar i huset.

## Historik
I det nyuppförda ABF-huset fanns en trappa upp  en ny Konsumrestaurang som sträckte sig utmed husets långsida. I bottenvåningen fanns Kulturcirkeln med litteratur och grafik men också grammofonskivor. Föreståndare för musikavdelningen var Bengt "Abbe" Johansson som också var ordförande i Svenska Jazzklubbarnas Riksförbund (SJR). Johansson initierade en diskussion inom Konsums restaurangavdelning som först ställde sig tveksamma, men tillät 1962 att restaurangen uppläts för jazzmusik inom ramen för det som kom att bli Gyllene Cirkeln. Den 7 april 1962 började man med den moderna pianojazzens fader Bud Powell som premiärartist. Under 1962 och 1963 framträdde en rad storstjärnor och grupper: Lucky Thompson, Brew Moore, Cecil Taylor, Coleman Hawkins, Sahib Shihab, Benny Bailey,  Johnny Griffin, Dexter Gordon,  Idrees Sulieman, Jamila Sulieman, Don Ellis, Don Byas, New Contemporary Five med Don Cherry och Archie Shepp, Leo Wright med flera. Pink Floyd gjorde här sin första spelning i Sverige den 10 september 1967.
Utöver de utländska artisterna lanserades även svenska förmågor: Bengt Hallberg, Jan Johansson, Lars Gullin, Rolf Billberg, Rolf Ericson, Bernt Rosengren, Claes-Göran Fagerstedt, Jan Allan, Eje Thelin, Monica Zetterlund, Börje Fredriksson, Gösta Törner, Arne Domnerus, Bosse Wärmell, Göran Lindberg och många andra.
På våren 1964 lämnade artistchefen Bengt "Abbe" Johansson över till Åke Abrahamsson som vid den tiden var vice ordförande i föreningen Emanon.. Abrahamsson fortsatte verksamheten med en blandning av svenska och utländska musiker. På våren 1966 avbröt konsumrestaurangen samarbetet med jazzklubben, som tvingades reducera antal konsertkvällar, och när restaurangen såldes 1967 upphörde jazzklubben helt. 
Under perioden 17 november 1995 – 4 februari 1996 visades på Stockholms stadsmuseum en utställning "Gyllene cirkeln - en bit av 60-talet". I samband med utställningen publicerades också en katalog med texter av Åke Abrahamsson, Bodil Malmsten och Ludvig Rasmusson.
I samband med att ABF arrangerade en minneskväll den 3 oktober 2000 visades en bildsvit på 27 bilder tagna av fotograferna Nils Edström och Christer Landergren i ABF-huset.
I serien "Publikationer från jazzavdelningen vid svenskt visarkiv" utgavs 2002 boken Den gyllene cirkeln – jazzen på 1960-talet med Roger Bergner som redaktör.